# 3a Mostra Internacional de Cinema de Venècia
La 3a Mostra Internacional de Cinema de Venècia es va celebrar entre el 10 d'agost a l'1 de setembre de 1935. Aquesta edició del festival va veure la introducció de la Coppa Volpi per premiar els actors.

## Jurat
- Giuseppe Volpi di Misurata (president) (Itàlia)[3]
- Charles Delac (França)
- Ryszard Ordynski (Polònia)
- Fritz Scheuermann (Alemanya)
- Luis Villani (Hongria)
- Luigi Freddi (Itàlia)
- Antonio Maraini (Itàlia)
- Filippo Sacchi (Itàlia)
- Ottavio Croze (Itàlia)
- Raffaele Calzini (Itàlia)
- Gino Damerini (Itàlia)
- Giovanni Dettori (Italy)
- Eugenio Giovannetti (Itàlia)
- Mario Gromo (Itàlia)
- Giacomo Paolucci de Calboli (Itàlia)
- Elio Zorzi (Itàlia)

## Pel·lícules en competició
| Títol original       | Director(s)                | País de producció |
| -------------------- | -------------------------- | ----------------- |
| Anna Karenina        | Clarence Brown             | Estats Units      |
| Becky Sharp          | Rouben Mamoulian           | Estats Units      |
| Casta diva           | Carmine Gallone            | Regne d'Itàlia    |
| Crime et châtiment   | Pierre Chenal              | França            |
| Die ewige Maske      | Werner Hochbaum            | Alemanya Nazi     |
| Episode              | Walter Reisch              | Àustria           |
| La dame aux camélias | Abel Gance, Fernand Rivers | França            |
| Sanders of the River | Zoltán Korda               | Regne Unit        |
| The Informer         | John Ford                  | Estats Units      |
| David Copperfield    | George Cukor               | Estats Units      |
| The Wedding Night    | King Vidor                 | Estats Units      |

## Premis

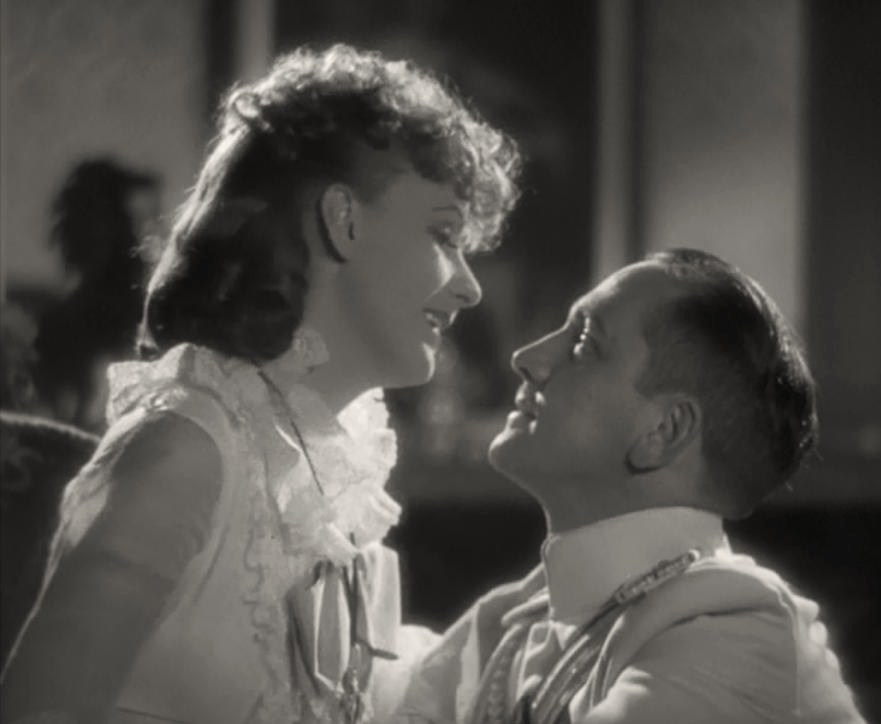
Greta Garbo i Fredric March a Anna Karenina

- Millor pel·lícula estrangera: Anna Karenina de Clarence Brown
- Millor pel·lícula italiana: Casta diva de Carmine Gallone
- Copa Volpi:
  - Millor Actor: Pierre Blanchar per Crime et châtiment
  - Millor Actriu: Paula Wessely per Episode
- Medalla daurada: The Band Concert de Walt Disney
- Menció especial:
  - Hermine und die sieben Aufrechten de Frank Wisbar
  - Le voyage imprévu de Jean de Limur
  - Maria Chapdelaine de Julien Duvivier
  - Op hoop van zegen d'Alex Benno
  - The Private Life of the Gannets de Julian Huxley
- Copa Biennale: Szerelmi álmok by Heinz Hillei
- Millor Director: Nit nupcial per King Vidor
- Millor fotografia: The Devil Is a Woman de Josef von Sternberg, Lucien Ballard
- Millor música: Sanders of the River de Mischa Spoliansky
- Millor animació: The Band Concert de Walt Disney
- Menció especial del jurat: L'Chayim Hadashim de Judah Leman